# کوئرن
کوئرن (به آلمانی: Quern) یک منطقهٔ مسکونی در آلمان است که در شتاینبرگکیرشه واقع شده‌است. کوئرن ۱٬۲۸۹ نفر جمعیت دارد.